# Olof August Danielsson
Olof August Danielsson, född 15 oktober 1852 i Häradshammars församling, Östergötlands län, död 10 juli 1933, var en svensk lingvist och klassisk filolog. Hans föräldrar var skomakaren Daniel Danielsson och Anna Brita Olofsdotter. 
Danielsson blev 1870 student vid Uppsala universitet, 1874 filosofie kandidat och 1879 licentiat och promoverades året därpå. År 1879 docent i klassiska språk vid universitetet, förestod han februari 1883 till februari 1884 extra ordinarie professuren i jämförande språkforskning samt 1887–1891 professuren i grekiska språket och litteraturen. Åren 1884–1891 hade han särskilt förordnande att föreläsa över grekisk och latinsk grammatik. Han utnämndes till professor i klassiska språk vid Göteborgs högskola. Danielsson tillträdde dock aldrig denna befattning, eftersom han 1891 blev professor i grekiska språket och litteraturen vid Uppsala universitet. 
Danielsson publicerade bland annat: Studia grammatica 1879, Die Einleitung des Mahabhashya übersetzt 1883, Über umbrisches und oskisches esuf, essuf 1884, Grammatische und etymologische Studien I 1888, Epigraphica 1890, Hesiodea 1896, Zu griechischen Inschriften 1897, Zur metrischen Dehnung im älteren griechischen Epos 1897, m. m., skrifter som behandlade icke blott det grekiska språket, utan även fornindiskan och de italiska språken. Han var även Sveriges ende etruskolog och vistades vid olika tillfällen i Italien för att undersöka och kopiera etruskiska inskrifter som materiel till C. Paulis verk Corpus inscriptionum etruscarum, vilket började utkomma år 1893. Som lärare hade vistats en befruktande inverkan på de språkvetenskapliga studierna vid Uppsala universitet. 
Danielsson valdes in som ledamot av Vitterhetsakademien 1901 och Kungliga Vetenskapsakademien 1905.
Danielsson var ogift.